# Allée du Brindeau
Pour les articles homonymes, voir Brindeau.
L'allée du Brindeau est une voie du 19e arrondissement de Paris, en France.

## Situation et accès
L'allée du Brindeau est une voie située dans le 19e arrondissement de Paris. Elle débute au 11, rue de la Moselle et se termine en impasse.

## Origine du nom
« Brindeau » est un ancien mot qui signifie « petit ruisseau » et qui tient compte de l'histoire du quartier.

## Historique
La voie est créée dans le cadre de l'aménagement de la ZAC Bassin de la Villette sous le nom provisoire de « voie DM/19 » et prend sa dénomination actuelle par un décret municipal du 15 septembre 1997.